# Choussy
Choussy ist eine französische Gemeinde mit 352 Einwohnern (Stand: 1. Januar 2022) im Département Loir-et-Cher in der Region Centre-Val de Loire. Sie gehört zum Arrondissement Romorantin-Lanthenay und zum Kanton Montrichard Val de Cher. Die Einwohner werden Chousséens und Chousséennes genannt.

## Geographie
Choussy liegt etwa 23 Kilometer südlich von Blois. Umgeben wird Choussy von den Nachbargemeinden 
- Oisly im Nordosten,
- Couddes im Osten,
- Saint-Romain-sur-Cher im Südosten,
- Thésée im Süden,
- Monthou-sur-Cher im Westen und Südwesten,
- Le Controis-en-Sologne mit Thenay im Westen und Nordwesten und Contres im Norden und Nordosten.

## Bevölkerungsentwicklung
| Jahr                       | 1962 | 1968 | 1975 | 1982 | 1990 | 1999 | 2006 | 2018 |
| Einwohner                  | 272  | 232  | 206  | 228  | 240  | 234  | 299  | 336  |
| Quellen: Cassini und INSEE |      |      |      |      |      |      |      |      |

## Sehenswürdigkeiten

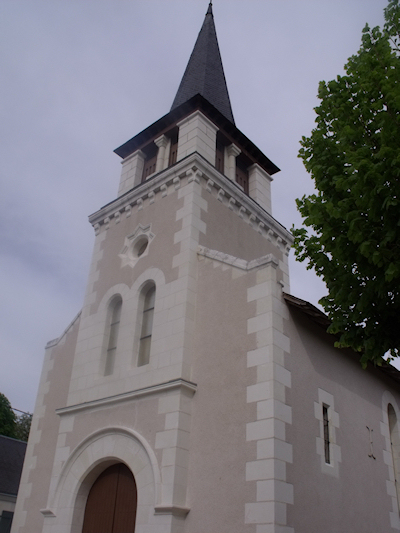
Kirche Saint-Germain

- Kirche Saint-Germain
- Waschhaus